# تد راجرز
تد راجرز (انگلیسی: Edward S. Rogers Jr.; ۲۷ مهٔ ۱۹۳۳ – ۲ دسامبر ۲۰۰۸) وکیل، کارآفرین و سرمایه‌دار کانادایی بود، که در سال ۱۹۶۰ شرکت راجرز را تأسیس کرد.او کتابی به نام گفتگوی خودمانی سر میز غذا را نیز تالیف نموده است.